# Gaistor-Friedhof (Bratislava)
Der Gaistor-Friedhof (Slowakisch Cintorín pri Kozej bráne, Ungarisch Kecske-kapui evangelikus temető) ist der ehemalige evangelische Friedhof der Stadt Preßburg (heute Bratislava).

## Geschichte

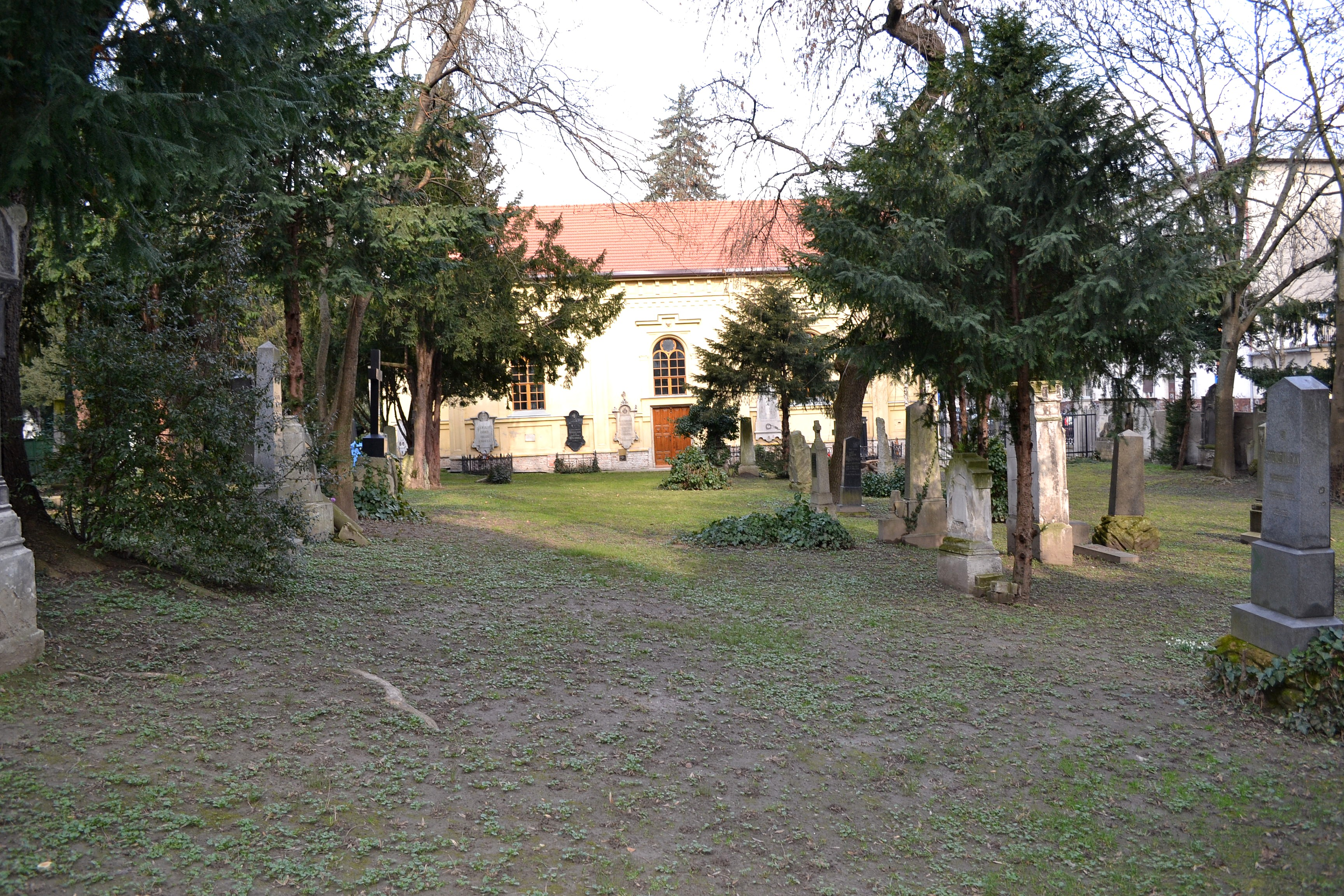
Teil des Friedhofes, 2014 (im Hintergrund die ehemalige Aussegnungskapelle)

Der heute unter Denkmalschutz stehende Evangelische Friedhof zum Gaisthore wurde 1783 angelegt. Dieser Friedhof war bereits der Nachfolgefriedhof des ursprünglich noch aus dem 16. Jh. stammenden evangelischen „Michelsfreythoff“s (vor dem Michaelerthore). Als im Jahre 1717 die Dreifaltigkeitskirche an der Stelle dieses alten Friedhofes errichtet wurde, wurde der evangelische Friedhof in die damals noch nicht bebaute Konventgasse verlegt. Bald erwies sich jedoch auch dieser erweiterte Friedhof als zu klein.
Am 25. November 1762 berichtete der provisorische Inspektor der Preßburger Evangelischen Kirchengemeinde, Johann (I.) Jeszenák, in einer Konventsitzung, er habe den Schuster’schen Garten zwischen dem Kirchhofe und dem Kochmeister’schen Grund gekauft, um ihn der Gemeinde zur Verfügung zu stellen. Der Kauf war deshalb notwendig geworden, weil der alte Friedhof zu klein war und derselbe durch den Schuster’schen Garten vergrößert werden könne. Zum Dank dafür überließ die Gemeinde der Familie Jeszenák die Kueffstein’sche Gruft als Erbbegräbnis der Familienmitglieder.
Von Kaiser Joseph II. wurde aus hygienischen Gründen angeordnet, Friedhöfe im Inneren der Städte zu schließen und neue außerhalb von bebauten Flächen zu errichten. So suchte auch die Preßburger evangelische Gemeinde nach einem geeigneten Grundstück, das sie schließlich außerhalb der damaligen Stadtbefestigung in der Nähe des damaligen Gaistores, das zu den Kleinen Karpaten führte, fand.

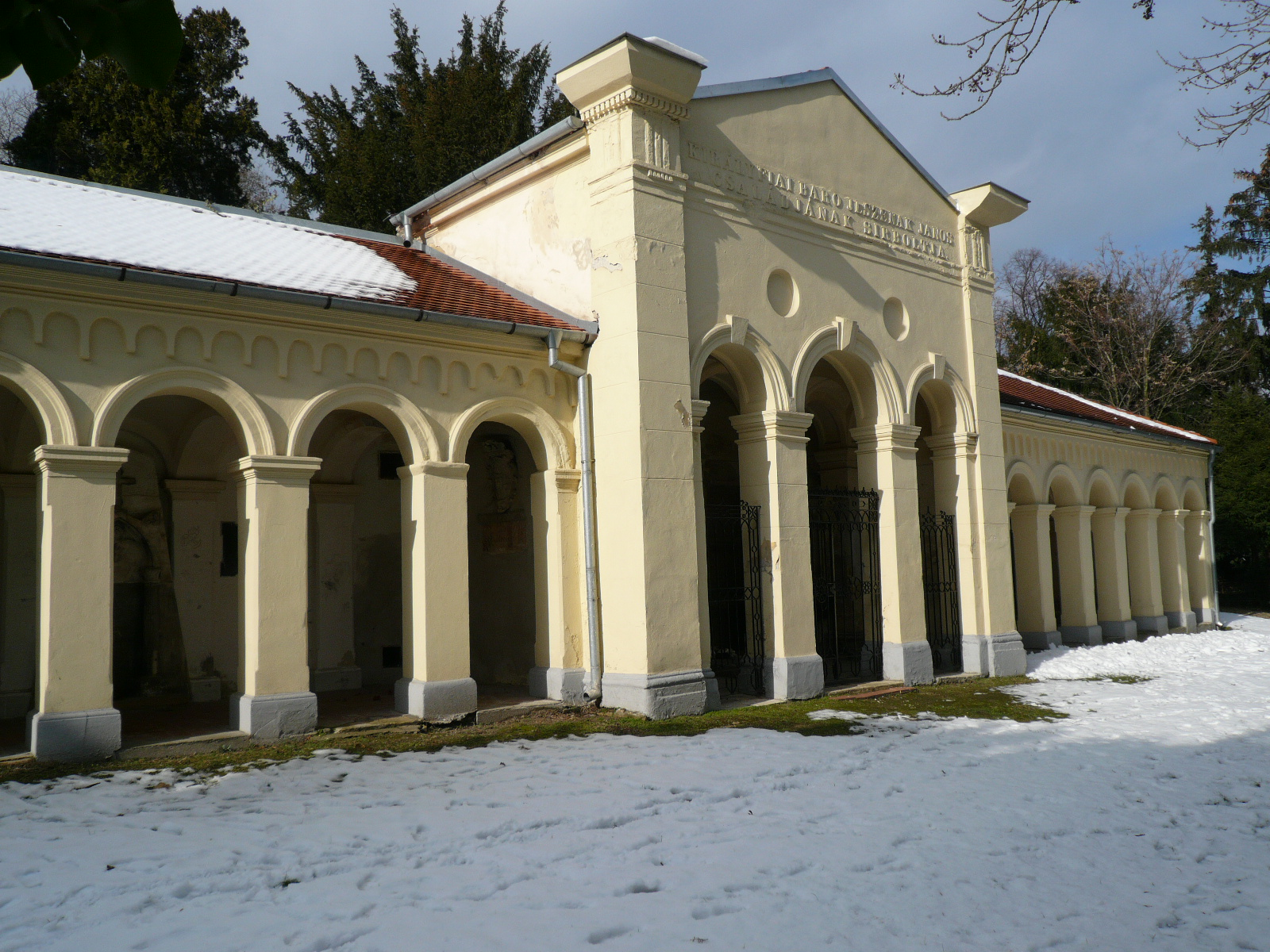
Das Jeszenák Mausoleum (Februar 2009)

Nach 1918 und besonders nach 1945 änderte der Friedhof seinen Charakter. In dieser Zeit wurden hier auch bedeutende Slowaken beerdigt, die Anzahl von Gräbern mit slowakischen Grabsteinen nahm in dieser Zeit rapide zu.

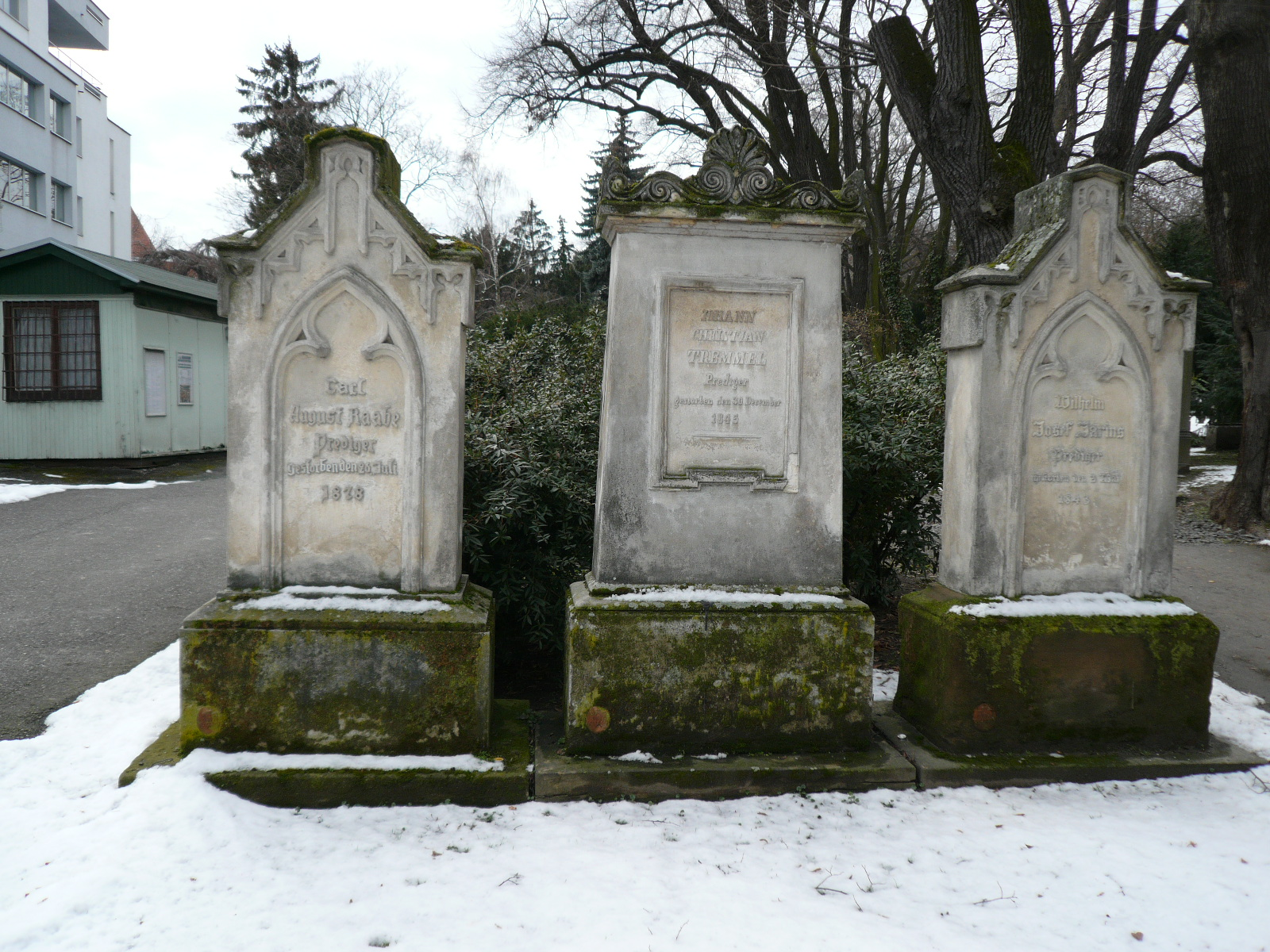
Grabsteine der Prediger der ehemaligen Deutschen Evangelischen Kirchengemeinde A.B. zu Preßburg, Carl August Raabe, Johann Christian Tremmel und Wilhelm Josef Jarius auf dem Gaistor-Friedhof

Viele Persönlichkeiten des evangelischen Preßburgs fanden hier – über Generationen hinweg – ihre letzte würdevolle Ruhestätte. Nach vorsichtigen Schätzungen wurden in der Zeit zwischen der Eröffnung des Friedhofes und dem Jahr 1950 – als der Friedhof für Bestattungen geschlossen wurde – etwa zwanzigtausend Menschen beigesetzt. Heute sind hier noch etwa 4000 Gräber zu finden.
Nach 1950 durften Personen nur noch mit Sondergenehmigung in diesem Friedhof bestattet werden.
Der Gaistor-Friedhof ist in das „Verzeichnis der nationalen Kulturdenkmäler“ der Slowakischen Republik ([Národná kultúrna pamiatka SR]) unter der Nr. 101-355/1 eingetragen. Noch am Ende der Herrschaft der Kommunisten, Ende der 1980er Jahre, gab es seitens der damals Regierenden ernsthafte Bestrebungen, sämtliche Gräber des Friedhofes einzuebnen, die alten Grabsteine zu vernichten und das gesamte Areal des Friedhofes in einem Park umzuwandeln. In jener Zeit war man ganz besonders daran interessiert, die deutsche und ungarische Vergangenheit der Stadt – von welcher ganz besonders die Grabinschriften dieses Gottesackers mehrheitlich Zeugnis ablegen – zu verbergen. Viele Grabsteine mit deutscher oder ungarischer Grabinschrift wurden daher in Zeit in der kommunistischen Tschechoslowakei entfernt und vernichtet.

## Baulichkeiten

### Kirche
Im Jahre 1868 wurde zum Palisadenweg hin eine Aussegnungskapelle an Stelle eines älteren Baus, welcher sich neben dem ehemaligen Haupteingang befand, nach Plänen des Architekten Ignaz Feigler d. J. errichtet. Die puritanische Fassade mit zwei Pilastern und einem Rosettenfenster über dem Eingang wurde nach Grundsätzen des Protestantismus errichtet. Sie erinnert an die vom gleichen Architekten gestaltete Fassade der dem Hl. Stephan von Ungarn geweihten Kapuzinerkirche in der Preßburger Innenstadt. Als ab 1950 im Friedhof keine Bestattungen mehr stattfinden durften, wurde das Kirchlein nur noch sehr selten benutzt. 1976 erwarb es die Baptistische Gemeinde und baute das Kirchlein für ihre eigenen religiösen Bedürfnisse um. Die Kirche wird von den Baptisten bis in die Gegenwart hinein benutzt.

### Leichenhalle

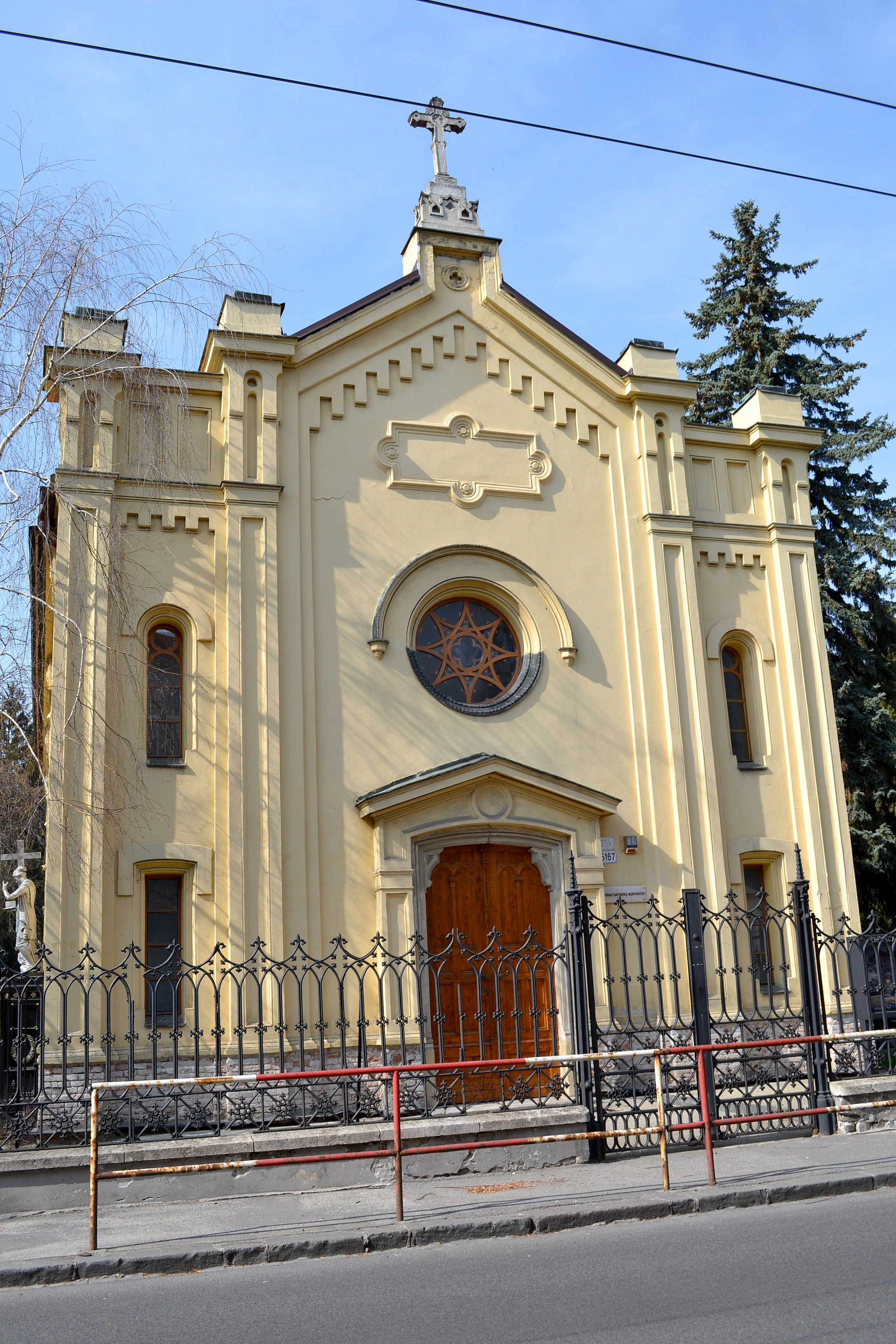
Die (ehemalige) Aussegnungskapelle des Friedhofes (ein Werk von Ignaz Feiger d. J.)

Die ebenfalls von Ignaz Feiger d. J. errichtete Leichenhalle neben dem ehemaligen Haupteingang wurde von den damaligen kommunistischen Machthabern als „wertlos“ befunden und in den 1960er Jahren abgerissen.

## Auswahl der hier bestatteten Persönlichkeiten
- Daniel von Crudy (* 1735, † 1815), evangelisch-lutherischer Prediger und Superintendent
- Jakob Glatz (* 1776, † 1831), ev.-luth. Prediger und Theologieprofessor in Wien
- Wilhelm Josef Jarius (*1772, †1843), evangelisch-lutherischer Prediger
- Johann Christian Tremmel (*1773, †1845), ev.-lutherischer Prediger
- Karl Friedrich Wigand d. Ä. (*1781, †1849), Buchdrucker in Preßburg
- Paul Rázga (*1798, †1849), ev.-lutherischer Prediger
- Johann Jeszenák de Kiralyfia (*1800, †1849), Politiker, ungarischer Magnat
- Tobias Gottfried Schröer (*1791, †1850), Literaturwissenschaftler und Professor am Evangelischen Lyzeum
- Franz Samuel Stromszky (* 1792, † 1861), ev.-lutherischer Pfarrer und Superintendent
- Carl Wilhelm Schmidt (* 1794, † 1872), Klavierbauer in Preßburg
- Carl August Raabe (*1804, †1878), ev.-lutherischer Prediger
- Gustav Heckenast (*1811, †1878), Buchhändler und Buchdrucker
- Ludwig Geduly (* 1815, † 1890), ev.-lutherischer Prediger und Superintendent
- Karl Friedrich Wigand d. J. (*1817, †1890), Buchdrucker in Preßburg
- Kálmán Thaly (* 1839, † 1909), Historiker, Reichstagsabgeordneter
- Heinrich Thalboth (* 1841, † 1896) Schauspieler, Regisseur und Dramatiker
- Fritz Wowy (*1895, †1917), k.u.k. Fliegeroberleutnant
- Carl Grüneberg (*1843, †1918), Fabrikant
- Samuel Frühwirt d. Ä. (*1848, †1920), Direktor der Evangelischen Volksschule A.B.
- Gustav Ebner (* 1846, † 1925)
- Ján Levoslav Bella (*1843, †1936), slowakischer Komponist
- Georg von Schulpe (*1867, †1936), Schriftsteller und Sozialreformer
- Lajos Rajter (* 1880, † 1945), Regens Chori der Evangelischen Kirchengemeinde A.B. und Vater des Dirigenten Ľudovít Rajter
- Carl Eugen Schmidt (*1865, †1948), Theologe und Senior der Deutschen Evangelischen Kirchengemeinde A.B. zu Preßburg
- Heinrich Pröhle (*1870, †1950), ev.-lutherischer Theologe
- Dr. Gustáv Szamák (*1889, † 1950), Chirurg und Chefarzt des Diakonissenheimes in Preßburg
- Wilhelm Rátz (*1882, †1952), evangelisch-lutherischer Pfarrer
- Milan Michal Harminc (* 1869, † 1964), Architekt
- Christian Ludwig (* 1901, † 1967 in Linz)[3], Architekt